# Jean Rubak
 (avril 2014).
Si vous disposez d'ouvrages ou d'articles de référence ou si vous connaissez des sites web de qualité traitant du thème abordé ici, merci de compléter l'article en donnant les références utiles à sa vérifiabilité et en les liant à la section « Notes et références ».
Jean Rubak (Paris, 1947) est un réalisateur français de films d'animation.

## Biographie
Né à Paris "au pied de la Butte", Jean Rubak pratique le théâtre, la musique (violon) et participe notamment à l'aventure des Arts Florissants, sous la direction de William Christie. Dans le domaine de l'animation, sa rencontre avec Paul Grimault est déterminante. À partir du début des années 1970, il réalise ses propres courts métrages comme Les Chouettes (1967) ou Animose (1971) avec le dessinateur Mose. Proche de René Laloux et de Jacques Colombat, il est assistant à la mise en scène de ce dernier sur son long-métrage Robinson et compagnie (1991). Par la suite, il dirige  pendant dix ans le studio d'animation de Médialab à Paris dans le cadre duquel il réalise des films publicitaires et institutionnels. Il poursuit parallèlement la réalisation de courts métrages personnels comme Les Noces de Viardot (1999), La Politesse des rois (2001).  En 2003, il co-signe avec Xavier Kawa-Topor le long-métrage Les Contes de l'Horloge Magique adapté des œuvres de Ladislas Starewitch. Enseignant à l'École des Beaux Arts de Poitiers, Jean Rubak réalise, à l'occasion du Festival international du film de La Rochelle, plusieurs films d'animation dans le cadre d'ateliers à la prison de l'Ile de Ré et donne naissance à Par ici la sortie et un film de 55 minutes, composé de 6 courts métrages et co-réalisés avec Amélie Compain. En 2010 il présente Comme un poisson dans l'eau,.
Jean Rubak est le fils de Simon Rubak, théoricien du mouvement Spartakus.

## Récompenses
- Jugé sur la qualité artistique et technique des films achevés, son film Les Noces de Viardot reçoit le « prix de qualité » du CNC (Centre national du cinéma et de l'image animée), en 2011[9].